# سن-اینیاس-دو-استانبریج، کبک
سن-اینیاس-دو-استانبریج (به فرانسوی: Saint-Ignace-de-Stanbridge) شهری در منطقه شهری بروم-میسیسکوا ناحیه مونترژی در استان کبک کانادا است. در سرشماری سال ۲۰۱۱ این شهر ۶۷۴ نفر جمعیت داشته‌است و مساحت آن ۶۹٫۳۳ کیلومتر مربع است.